# زیارت بابامحمود انصاری
زیارت بابامحمود انصاری مربوط به دوره قاجار است و در شهرستان کاشان، بخش قمصر، روستای پنداس واقع شده و این اثر در تاریخ ۳۰ تیر ۱۳۸۴ با شمارهٔ ثبت ۱۲۲۳۳ به‌عنوان یکی از آثار ملی ایران به ثبت رسیده است.
فاصله این زیارتگاه تا روستای رباط ترک ۱۷ کیلومتر می‌باشد.